# La Puebla de los Infantes
La Puebla de los Infantes ist eine Gemeinde in der Provinz Sevilla in Spanien mit 2.927 Einwohnern (Stand: 2024). Sie liegt in der Comarca Sierra Norte in Andalusien. Der Nordteil der Gemeinde gehört zum Parque Natural de la Sierra Norte.

## Geografie
Die Gemeinde grenzt an die Gemeinden Constantina, Hornachuelos, Lora del Río, Las Navas de la Concepción und Peñaflor.

## Geschichte
Aufgrund der Nähe zum Río Guadalquivir siedelten hier die Kulturen der Tartessier, Turdetaner, Karthager und Römer. In der Zeit von Al-Andalus siedelten hier die Mauren. Nach der christlichen Eroberung durch Ferdinand III. wurde der Ort in Puebla de los Infantes umbenannt. Nach dem Aufstand der Mudejaren im Jahre 1264 war dies der einzige Ort in Andalusien, wo diese danach nicht vertrieben wurden.

## Sehenswürdigkeiten

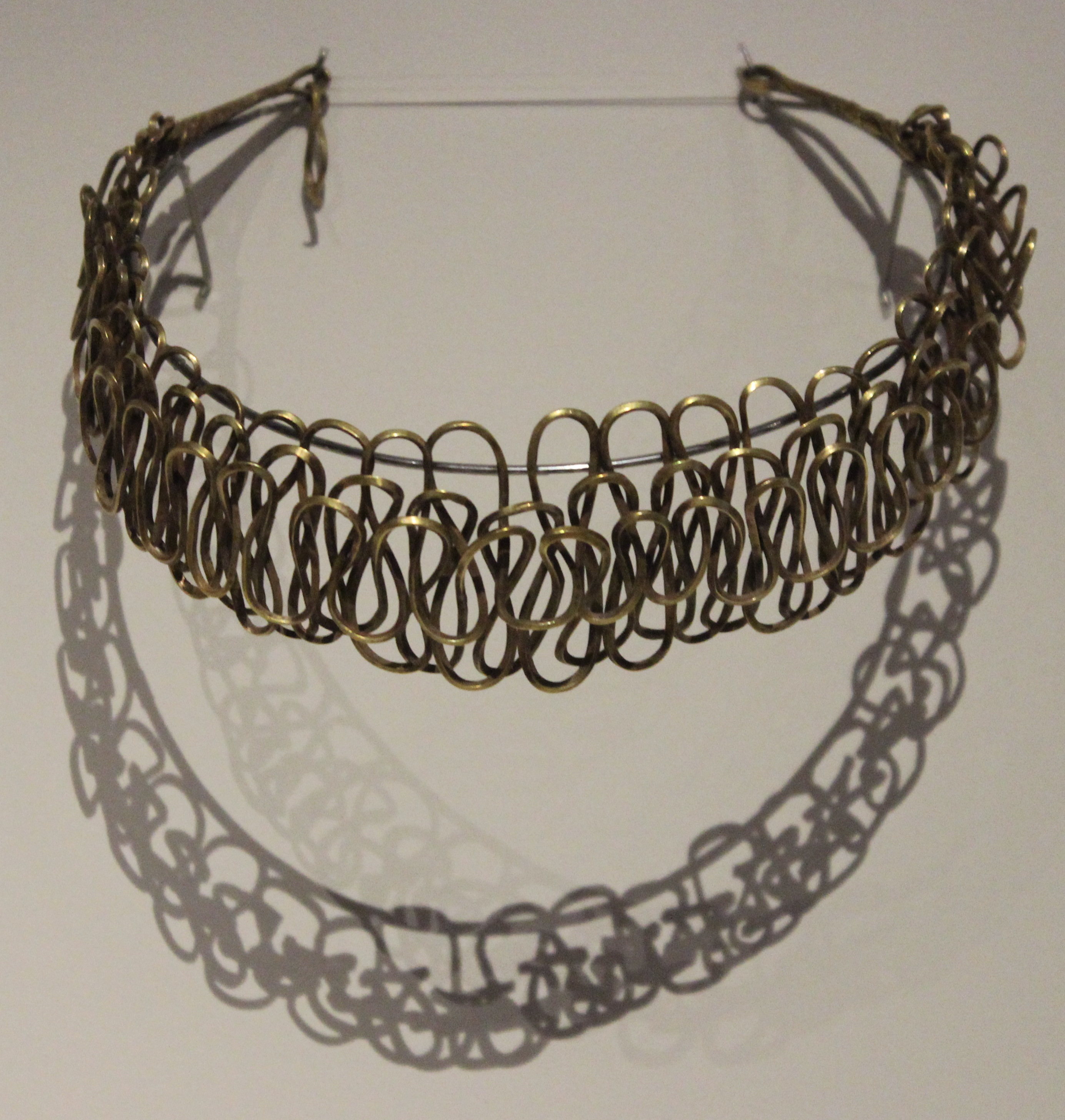
Torque aus Golddraht – Schatz von La Puebla de los Infantes

- Kirche Nuestra Señora de las Huertas
- Wallfahrtskirche Ermita de Santa Ana
- Wallfahrtskirche Ermita de Santiago
- Burg von Almenara